# Glucemia en ayunas alterada
La glucosa en ayunas alterada es una forma de prediabetes, muy similar y probablemente concomitante a la intolerancia a la glucosa, en la que el individuo tiene valores elevados de glucosa en sangre sin llegar a los valores de una diabetes mellitus tipo 2. Es un estado de prediabetes en la que el individuo presenta un empeoramiento de la resistencia a la insulina, así como trastornos en la secreción de insulina que resulta en una producción aumentada de glucosa por las células del hígado. Todos estos defectos conjuntamente conllevan a valores elevados de glucosa en el plasma sanguíneo durante el ayuno. La glucosa en ayunas alterada se define como los niveles de glucosa en sangre >100 mg/dl pero <126 mg/dl evaluados en ayunas.
Clínicamente, tanto la intolerancia a la glucosa como los niveles alterados de glucosa en ayunas representan un punto equivalente en la historia natural de la diabetes mellitus tipo 2. Esencialmente los pacientes se encuentran sin síntomas pero en un estado potencialmente patológico caracterizado por una leve elevación de la glucemia. De manera que la glucosa en ayunas alterada—así como la intolerancia a la glucosa—es un marcador predictivo del riesgo de un individuo de ser diagnosticado en el futuro con diabetes mellitus tipo 2.